# Ouratea jefensis
Ouratea jefensis är en tvåhjärtbladig växtart som beskrevs av C. Whitefoord. Ouratea jefensis ingår i släktet Ouratea och familjen Ochnaceae. Inga underarter finns listade i Catalogue of Life.